# Les Poings serrés
Pour plus de détails, voir Fiche technique et Distribution.
Les Poings serrés est un film dramatique belge écrit et réalisé par Vivian Goffette  et sorti en 2023.

## Scénario
Cécile et ses deux fils, Lucien, bientôt âgé de 11 ans, et Matteo, vivent dans un petit village gaumais. Leur père, qualifié de « monstre », est en prison.
Alors que, malgré l'opposition de Cécile, Lucien désire rester en contact avec son père, la famille est rejetée par les villageois, la maison est taguée d'insultes et des mots tel que « assasins » sont peints sur la façade. Leur chien est même tué. Après s'être démené pour pouvoir rendre visite en prison et pouvoir lui téléphoner, Lucien finit par comprendre qui est vraiment son père, alors que la famille se voit contraint de déménager.

## Fiche technique
- Titre original français : Les Poings serrés
- Réalisation : Vivian Goffette
- Scénario : Vivian Goffette
- Photographie : Jan Vancaillie
- Montage : Sandrine Deegen, Denis Leborgne
- Musique :
- Costumes : Claudine Tychon
- Production : Stéphane Lhoest
- Sociétés de production :
- Pays de production : Belgique
- Langue originale : français
- Format : couleur
- Genre : drame
- Durée : 86 minutes
- Dates de sortie[1] :
  - Belgique : 2002

## Distribution
- Laurent Capelluto : le père
- Mila De Mol : Lies
- Lucie Debay : Lucie
- Patrick Descamps : le grand-père
- Yanis Frisch : Lucien
- Paulo Schmit : Matteo
- Wim Willaert : Freddy

## Réception
- Hubert Heyrendt, dans La Libre Belgique, estime que le film n'est « pas totalement abouti formellement, assez sage dans la construction de ses personnages (notamment celui du père, assez caricatural, notamment dans l'interprétation de Laurent Capelluto), Les Poings serrés n'en reste pas moins un film fort ». Il écrit que « Campé par un Laurent Capelluto en eaux troubles, son "monstre" évoque immanquablement un certain Marc Dutroux. » et pose la question « Aux yeux de son fils, un homme ne reste-t-il pas, quels que soient ses crimes, un père ? »[2].

## Récompenses et distinctions
Le film a obtenu six victoires et cinq nominations.
- (en) Les Poings serrés: Awards, sur l'Internet Movie Database